# Rhododendron kiusianum
Espèce
Rhododendron kiusianum est une espèce de plantes de la famille des Éricacées originaire du Japon.